# وينستون آبرو
وينستون آبرو (بالإسبانية: Winston Abreu)‏ هو لاعب كرة قاعدة مكسيكي، ولد في 5 أبريل 1977 في كوتويي في جمهورية الدومينيكان.

## وصلات خارجية
- وينستون آبرو على موقع دوري كرة القاعدة الرئيسي (الإنجليزية)
- وينستون آبرو على موقع الدوري الياباني لكرة القاعدة (الإنجليزية)
- وينستون آبرو على موقعبيزبول رفرنس.كوم (الدوري الرئيسي) (الإنجليزية)
- وينستون آبرو على موقعبيزبول رفرنس.كوم (الدوري الثانوي) (الإنجليزية)
- وينستون آبرو على موقع إي إس بي إن.كوم (أم.أل.بي) (الإنجليزية)
- وينستون آبرو على موقع مشجعي الرسوم البيانية (الإنجليزية)